# شهرستان المدان
ناحیهٔ المدان (به عربی: مدیریة المدان) یک ناحیه در یمن است که در استان عمران واقع شده‌است.

## خصوصیات
ناحیهٔ المدان ۲۶٬۹۵۵ نفر جمعیت دارد.